# Spirastrellidae
Spirastrellidae é uma família de esponjas marinhas da ordem Hadromerida. 

## Gêneros
- Diplastrella Topsent, 1918
- Spirastrella Schmidt, 1868